# Paul (Empresa)
Paul es una marca francesa de tiendas, restaurantes y salones de té que ofrecen panes, bollería, sándwiches.
En 2020, la red Paul está compuesta por 749 puntos de venta en más de 48 países (en sucursales o franquicias ), de los cuales 394 en Francia continental.
Paul es propiedad de la familia Holder a través del Grupo Holder .

## Historia
Paul es una marca familiar desde hace cinco generaciones, desde finales del siglo XVIII. La primera evidencia fotográfica se remonta a 1889, cuando Charlemagne Mayot y su esposa tenían una panadería en la Rue de la Mackellerie en Croix, en el departamento del Norte. 
En 1908, su hijo, Edmond Mayot, asumió el mando.
En 1935, la hija de Edmond, Suzanne Mayot, se casó con Julien Holder, él mismo panadero y pastelero. Julien Holder había aprendido a hornear desde muy joven (desde los diez  o los doce  años). Juntos abrieron una panadería en la rue  Sarrazins, en el distrito  de Wazemmes , Lille .
En 1953. la familia Holder compró una renombrada panadería y pastelería situada en la plaza de Estrasburgo en Lille. El establecimiento adquirido lleva el nombre de la familia fundadora Paul, inscrito en grandes letras Art Déco en la fachada  Este nombre se conservó  Sin embargo, Suzanne y Julien Holder iniciaron inmediatamente un nuevo tipo de producción. : panes fantasia, en una época en la que domina ampliamente la clásica baguette blanca. La idea resultó ser un éxito 

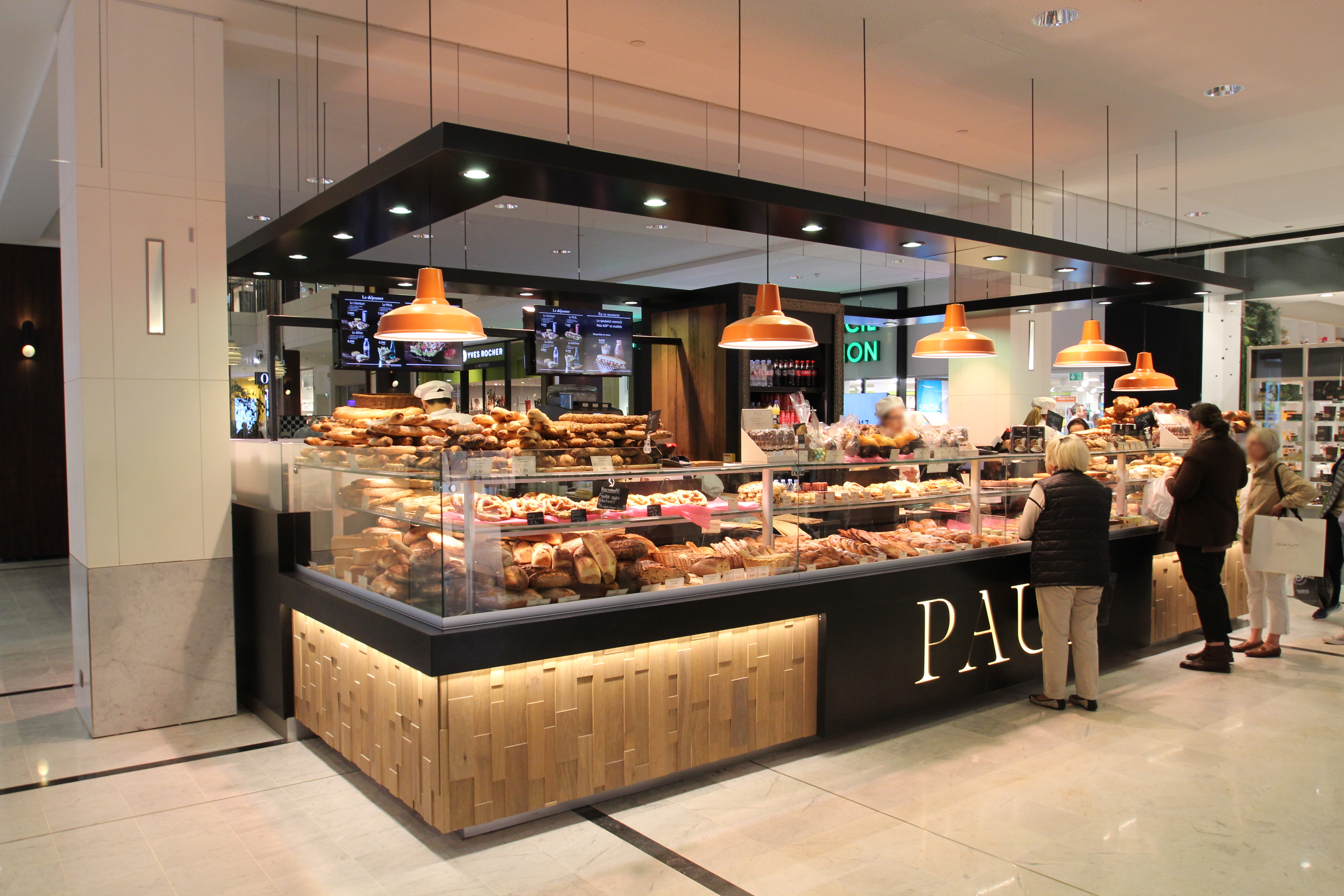
Punto de venta “Paul” en un centro comercial francés

En 1958, muere Julien Holder. Su hijo, Francisco, que entonces tenía 17-18 años, y que ya llevaba tres años trabajando con su padre como aprendiz, se hizo cargo de la actividad con su madre.
Francis Holder anticipó el auge de la gran distribución y luego se convirtió en proveedor de Auchan, Nouvelles Galeries y Monoprix produciendo pan en un taller situado en las afueras de Lille . A medida que aumentó la demanda, se mudó a la ciudad de La Madeleine en 1970 y compró un terreno industrial baldío en el que construyó su primera fábrica. Paralelamente, continuó con la repostería artesanal en la panadería situada en Lille.
En 1963 cambió la decoración original Art Déco y en 1972 decidió situar la panadería en el corazón de la tienda, a la vista de los clientes. Allí practica una clásica panadería manual. : amasado, amasado, moldeado, fermentación larga, cocción. La fórmula tiene éxito y está duplicada. : Tiendas Paul abiertas en otros centros de la ciudad.

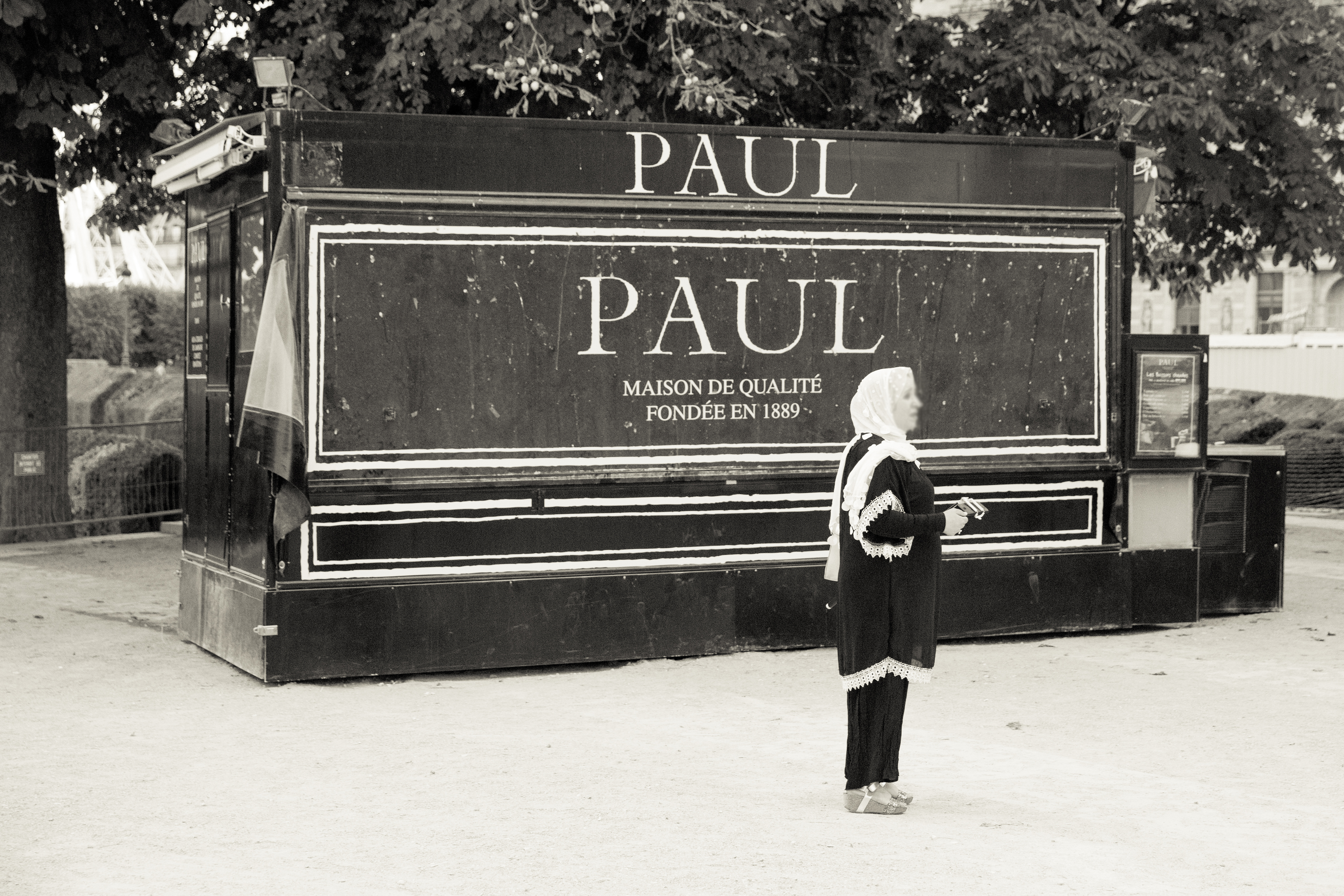
Punto de venta de Paul frente al museo del Louvre (París).

En 1993, Francis Holder creó la nueva identidad de la marca: fachadas negras, decoración interior antigua, reproducción de cuadros sobre el tema del pan que coleccionó, incluidas obras de Paul Chocarne-Moreau.
En 2005, había 284 panaderías Paul en el mundo, 250 de ellas en Francia. Más o menos sesenta de estas panaderías son franquicias . La empresa también cuenta con tres plantas de fabricación industrial.
En 2008, Paul fue una de las diez primeras empresas agroalimentarias francesas que se comprometieron con el Programa Nacional de Nutrición y Salud (PNNS2).
En 2014, la empresa se enfrentó a una concurrencia fuerte en Francia y quiso responder renovando todos los puntos de distribución, simplificando sus gamas de pan u ofreciendo sándwiches frescos en lugar de preparados con antelación.
En 2018, Paul creó una primera tienda con tema principal : el café en Tailandia bajo el nombre "Paul le café".
En 2019, Maxime Holder, hijo de Francis Holder, asumió la dirección del Grupo Paul. En 2000, abrió la primera sucursal de Paul en Inglaterra en el distrito londinense de Covent Garden y posteriormente se dedicó al desarrollo internacional de Paul.
En Francia, los primeros Paul le café y Paul express abrieron sus puertas en 2020, lo que responde a un deseo de diversificación en cafeterías y restaurantes.
En 2022, la marca desaparecerá del panorama económico de Martinica después de 18 años de presencia. De hecho, los tres puntos de venta fueron comprados por una marca que le hacia concurrencia.

## Desarrollo en Francia
En Francia, Paul se expande hacia las sucursales, la gestión de alquileres y las franquicias, lo que permitirá a la red francesa contar con cerca de 400 puntos de venta en 2020.
En los mercados de concesiones, Paul firmó en el año 2000 un contrato con Elior para desarrollar la marca comercial Paul en localizaciones como : estaciones, aeropuertos, centros de exposiciones, zonas de autopistas. Paul se convierte así en una de las primeras marcas del centro de la ciudad que se instaló en los centros de transporte. En 2014, esto representa más de cien puntos de venta en Francia.

## Desarrollo internacional
En 1990, Paul abre su primera tienda en franquicia en el extranjero, en Nagoya, Japón. Otras franquicias seguirán en el Medio Oriente, Europa, África del Norte y América. En 2008, por primera vez en su historia, Paul abre más tiendas nuevas en el extranjero que en Francia.
La marca Paul está presente hoy en 44 países y cuenta con 355 tiendas fuera de Francia, especialmente en Túnez, el Reino Unido, Luxemburgo, Bélgica, los Emiratos Árabes Unidos, Marruecos, la República Checa, Grecia, Gabón, Singapur y Japón.
Fuera de Europa, Paul se percibe más como un café o un restaurante francés que como una panadería, ya que las ventas de pan representan menos del 10 %  de los ingresos. 
En 2021, Paul abre su primer punto de venta en Canadá, en Vancouver.

## Funcionamiento de los terminales de cocción y de los puntos de venta
Algunos puntos de venta producen in situ los panes que venden y cuentan con un obrador. Otros puntos de venta, más pequeños, reciben entregas de pan fresco de tiendas con obrador o taller. Al no producir el pan que venden en in situ mismo, no pueden llamarse 'panadería'.
Finalmente, otras tiendas, ubicadas principalmente en lugares de transporte y que venden poca cantidad de pan, son abastecidas con masas congeladas de masa cruda o precocida producidas internamente. Estos productos se hornean in situ.
A partir de 1998 y con el objetivo de cumplir con la ley del 25 de mayo de 1998, y luego en 2016 con el artículo L122-17 del código de comercio, Paul decide estandarizar el nombre de sus puntos de venta en Francia y ya no mostrar la palabra 'boulangerie' en ninguna fachada, independientemente del método de preparación del pan.
Paul es miembro de la FEB (Federación de Empresas de Panadería). 
Paul también es cada vez más mencionado como una marca de comida rápida debido a sus ventas de sándwiches, ensaladas y postres para llevar o consumir in situ. Una encuesta de 2013 de Statista cita a PAUL como la cadena de comida rápida favorita de los franceses. 

## Asociación y comunicación
Durante el año 2008, Paul inicia la operación "Mon petit boulanger", que marca el tercer año de su asociación humanitaria con la organización Acción contra el hambre y tiene como objetivo donarles 25,000 euros en esta ocasión.
En 2013, la marca está asociada al programa de televisión culinario Top Chef, emitido en M6.
En 2014, Paul se asocia con el diseñador Jean Paul Gaultier y lanza en el Reino Unido una edición limitada de éclairs decorados con la famosa camiseta marinera, con motivo de la exposición retrospectiva de su carrera titulada "The Fashion World of Jean Paul Gaultier: From the Sidewalk to the Catwalk", en la que la marca Paul es socia.
En 2015, una persona observa la presencia de una rata en la vitrina de uno de los puntos de venta del grupo en Créteil. El punto de venta, que acababa de ser sometido a trabajos, fue limpiado y desratizado rápidamente; la marca ofreció disculpas. Desde entonces, publicaciones malintencionadas en línea comparten la foto de esa rata asociándola con otros puntos de venta..
En 2020, Paul France se asoció por primera vez al evento Octubre Rosa y recaudó 30.000 euros que fueron donados a la asociación Mon Bonnet Rose. 